# دانیله بورا
دانیله بورا (انگلیسی: Daniele Borra؛ زادهٔ ۲۸ ژوئیهٔ ۱۹۹۵) بازیکن فوتبال است.
از باشگاه‌هایی که در آن بازی کرده‌است می‌توان به باشگاه فوتبال هلاس ورونا اشاره کرد.